# كريستوس بتروديموبولوس
كريستوس بتروديموبولوس مواليد 25 ديسمبر 1980 في كسانثي، هو لاعب كرة سلة يوناني. بدأ مسيرته الاحترافية في سنة 1998. يحمل الرقم 9. يبلغ طوله 6 قدم 10 بوصة (2.1 م).

## المسيرة الاحترافية
لعب مع نادي بانيونيس لكرة السلة من سنة 1998 إلى 2001، ثم لعب مع نادي دافنيس لكرة السلة من سنة 2007 إلى 2009، ثم لعب مع نادي إكاروس كاليثيا لكرة السلة من سنة 2009 إلى 2011.

## روابط خارجية
- كريستوس بتروديموبولوس على موقع كرة السلة الأوروبية.كوم (الإنجليزية)
- كريستوس بتروديموبولوس على موقع DraftExpress.com (الإنجليزية)
- كريستوس بتروديموبولوس على موقع ريلجم (الإنجليزية)
- كريستوس بتروديموبولوس على موقع بروبوليرز (الإنجليزية)